# Francis Perret
Francis Perret (* 15. Oktober 1935) ist ein ehemaliger Schweizer Skispringer.

## Werdegang
Perret gab sein internationales Debüt bei der Vierschanzentournee 1955/56. Dabei bestritt er jedoch nur das Springen in Garmisch-Partenkirchen und erreichte dort den 40. Platz. In der Gesamtwertung belegte er damit den 49. Platz. Bei den Olympischen Winterspielen 1956 in Cortina d’Ampezzo landete er von der Normalschanze auf dem 45. Platz.
Bei der folgenden Vierschanzentournee 1956/57 gelang ihm beim Auftaktspringen auf der Schattenbergschanze in Oberstdorf mit dem 22. Platz das beste Einzelresultat seiner Karriere. Nach einem 38. Platz in Innsbruck beendete er die Tournee vorzeitig und erreichte Rang 48 der Gesamtwertung.
In der Vierschanzentournee 1957/58 bestritt er nur die beiden Springen in Österreich, konnte aber trotzdem mit Rang 44 in der Gesamtwertung sein bestes Gesamtergebnis erzielen. Bei seiner letzten Vierschanzentournee 1961/62 konnte er zwar mit 645,6 Punkten sein bestes Punkteresultat erreichen, in der Gesamtwertung reichte dies jedoch nur zu Rang 52.

## Erfolge

### Vierschanzentournee-Platzierungen
| Saison  | Platz | Punkte |
| ------- | ----- | ------ |
| 1955/56 | 49.   | 175,0  |
| 1956/57 | 48.   | 378,5  |
| 1957/58 | 44.   | 376,4  |
| 1961/62 | 52.   | 645,6  |